# Ollagüe (Ort)
Koordinaten: 21° 14′ S, 68° 15′ W
Ollagüe ist ein chilenischer Grenzort im 1979 gebildeten gleichnamigen Bezirk (comuna) in der Provinz El Loa in der Región de Antofagasta im Norden Chiles.

## Geografische Lage

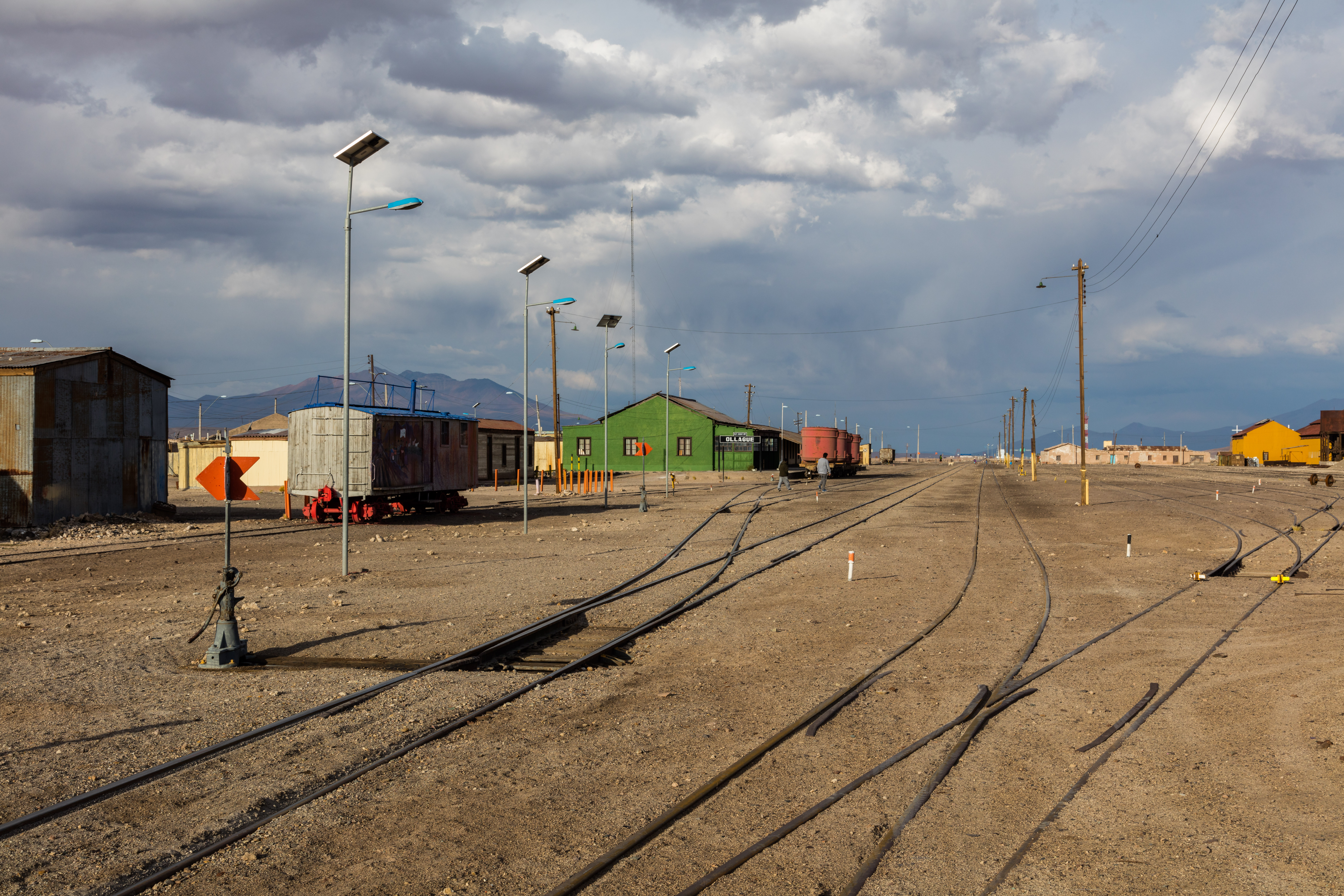
Bahnhof Ollagüe

Ollagüe liegt im Altiplano auf einer Höhe von 3704 m, zwischen dem nahegelegenen gleichnamigen Vulkan Ollagüe im Südosten und dem Vulkan Aucanquilcha im Westen. Es ist Ausgangspunkt zum Besteigen dieser Berge.
Ollagüe liegt an der Nationalstraße 21 von Calama nach Bolivien und an der Kreuzung zweier Bezirksstraßen. Der Ort hat einen Bahnhof an der Bahnstrecke Antofagasta–La Paz, der zugleich der Grenzbahnhof zu Bolivien ist. Auf der anderen Seite der Grenze folgt in etwa 4 km Entfernung der bolivianische Grenzbahnhof Avaroa.

## Wirtschaft und Bevölkerung
In Ollagüe und in dem rund 5 km entfernten Ort Buenaventura (21° 16′ 0,3″ S, 68° 16′ 29,3″ W) wurde früher der an den beiden Vulkanen abgebaute Schwefel auf die Eisenbahn verladen. Ollagüe hat heute nur noch rund 200 Einwohner, von denen viele für die Grenzabfertigung oder die Eisenbahn arbeiten.

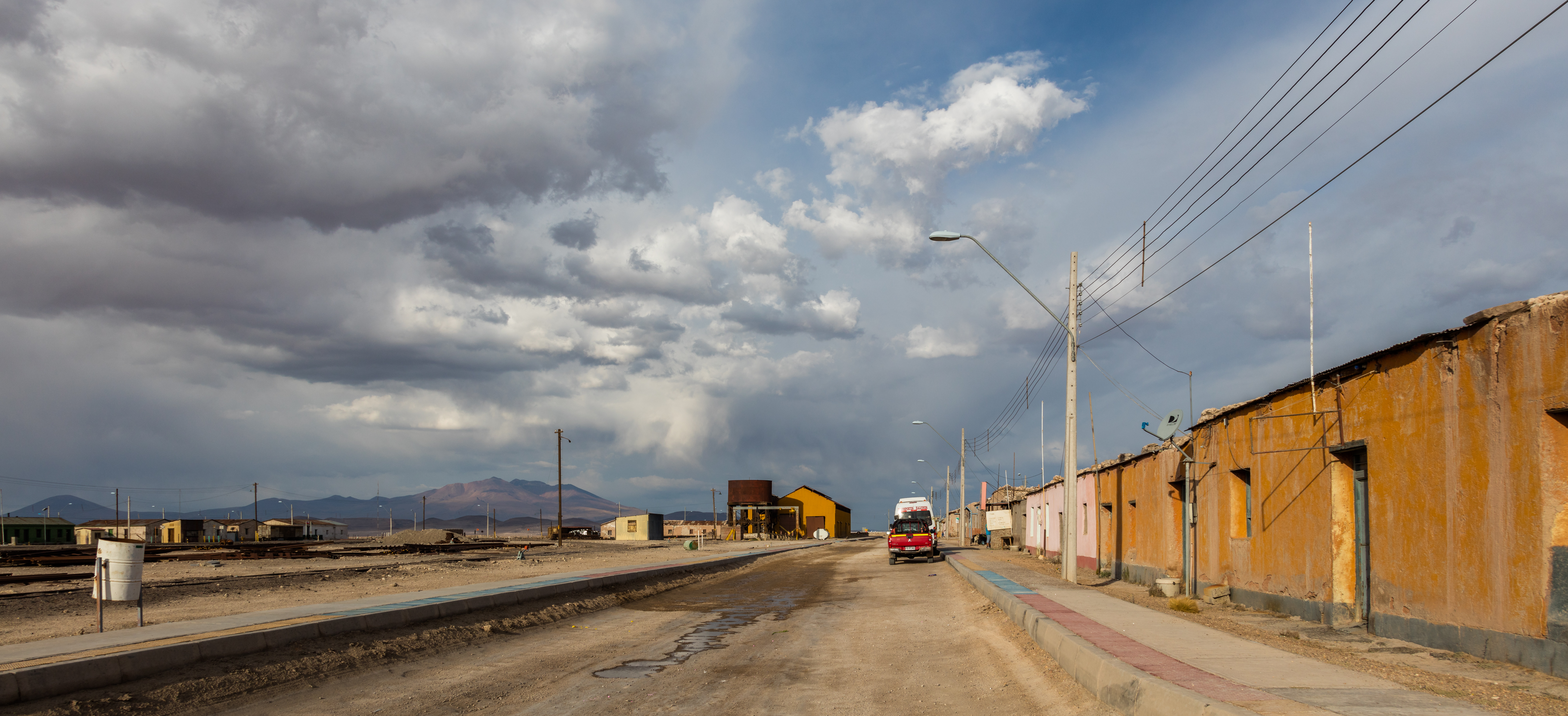
Hauptstrasse
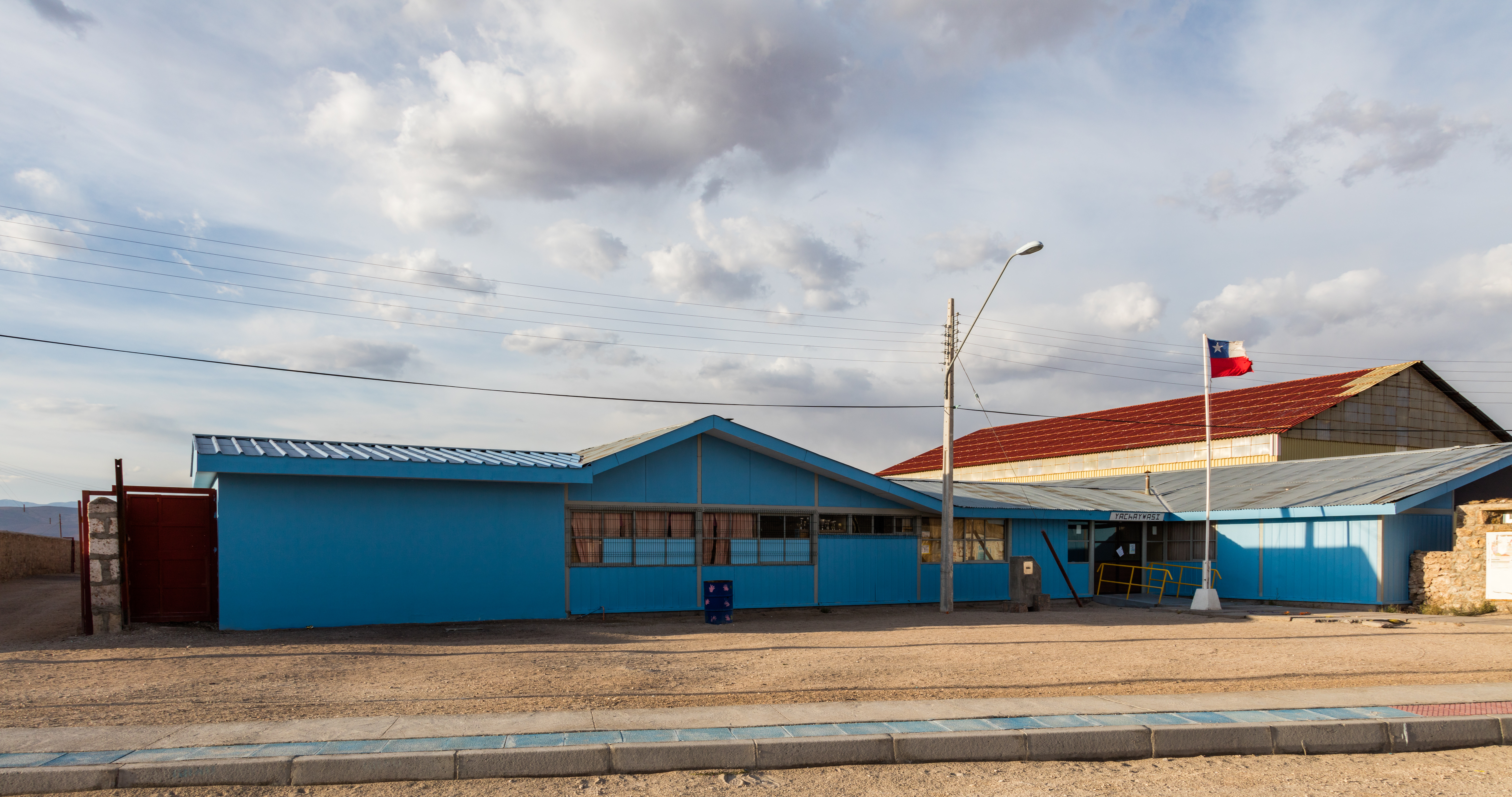
Schule
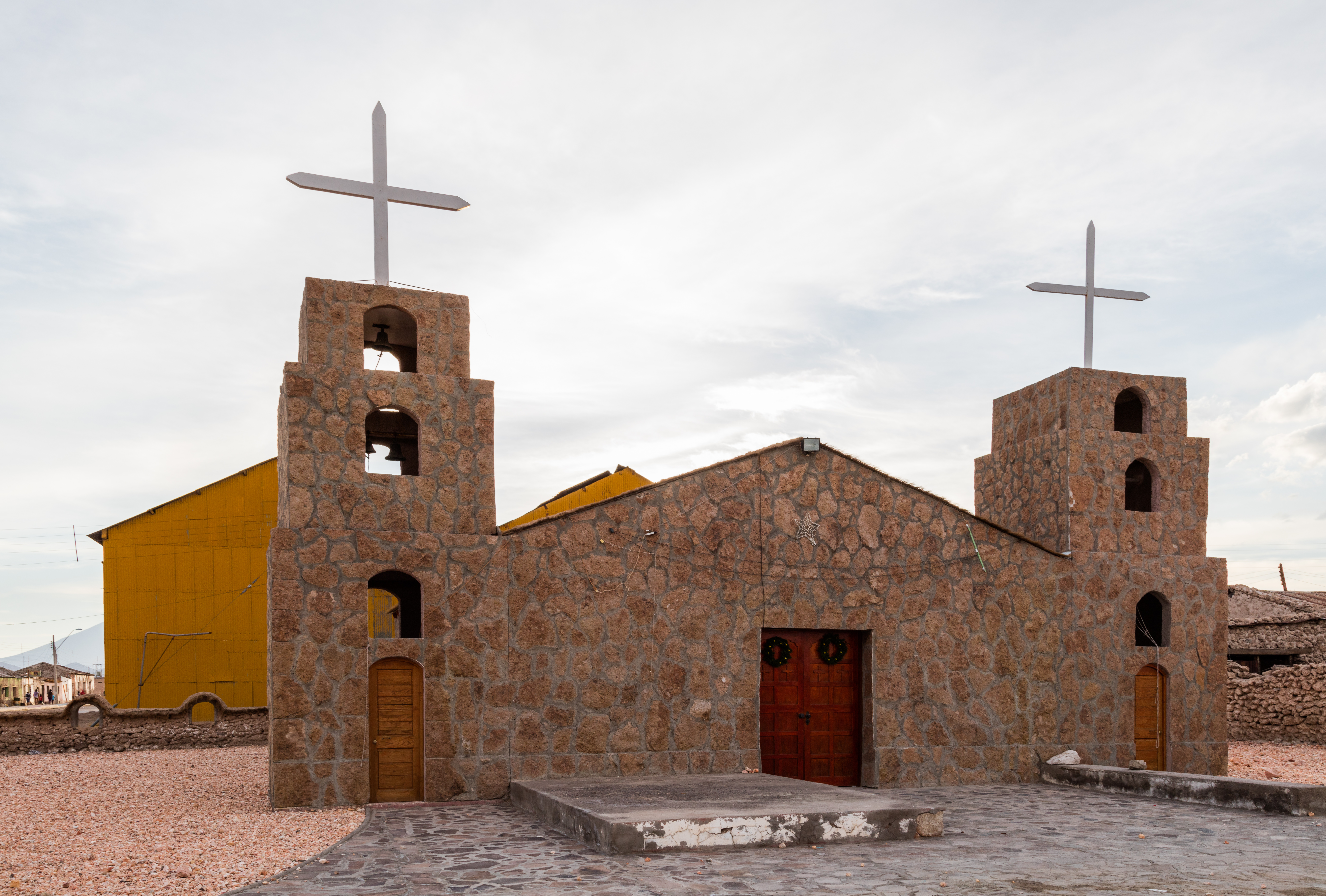
Kirche
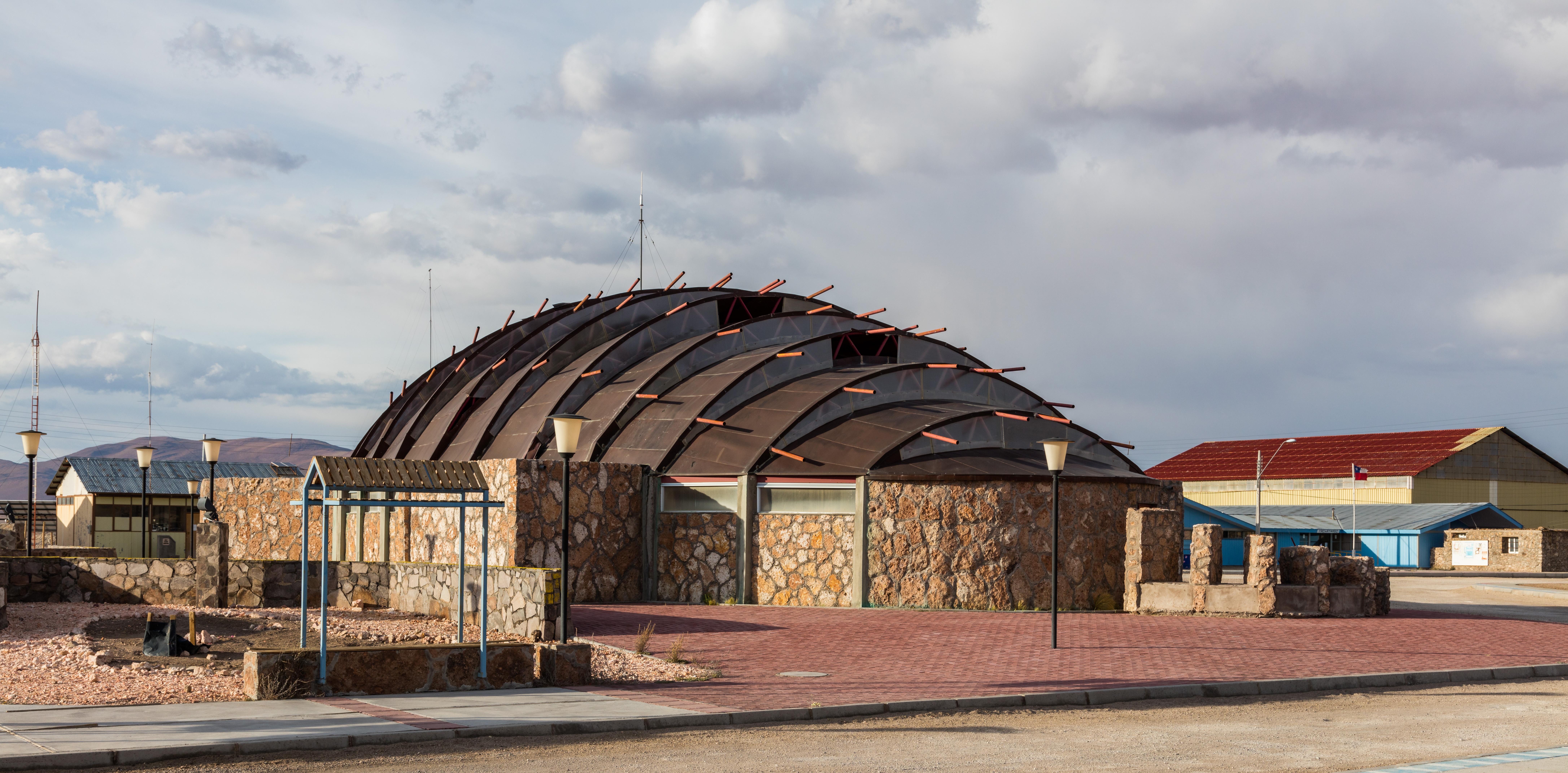
Stadthalle

Klimadiagramm für die bolivianischen Grenzstation Estación Avaroa, 4 km von Ollagüe.

## Persönlichkeiten
- Carlos Rojas (* 1956), Fußballspieler - trainer